# Юловка (Нижньогородська область)
Юловка (рос. Юловка) — присілок в Дальнеконстантиновському районі Нижньогородської області Російської Федерації.
Населення становить 22 особи. Входить до складу муніципального утворення Нижегородська сільрада.

## Історія
Від 2009 року входить до складу муніципального утворення Нижегородська сільрада.

## Населення
| 2002 | 2010 |
| ---- | ---- |
| 37   | ↘22  |